# Сарнонико
Сарно̀нико (на италиански: Sarnonico; на ладински: Sarnonec', Сарнонеч) е село и община в Северна Италия, автономна провинция Тренто, автономен регион Трентино-Южен Тирол. Разположено е на 963 m надморска височина. Населението на общината е 794 души (към 2018 г.).